# Chathamkakariki
De chathamkakariki (Cyanoramphus forbesi) is een vogel uit de familie Psittaculidae (papegaaien van de Oude Wereld). Het is een kwetsbare, endemische vogelsoort op de Chathameilanden, een tot Nieuw-Zeeland behorende eilandgroep. Deze vogel is genoemd naar de Britse ornitholoog Henry Ogg Forbes.

## Kenmerken
De vogel is 23 cm lang. Het is een heldergroene parkiet met een lange staart. Op de kop heeft de vogel een rode vlek boven de snavel, verder goudgeel tot halverwege de kruin. Aan weerszijden van de stuit zitten kleine rode vlekjes.

## Verspreiding en leefgebied
Deze soort is endemisch op Mangere Island en het nabij gelegen Little Mangere, twee eilanden in het zuiden van de Chathameilanden. De populatie op Mangere stierf rond 1930 uit, maar in 1973 werd het eiland gerekoloniseerd. Deze populatie bestaat echter gedeeltelijk uit bastaards met roodvoorhoofdkarakiri's.
Het leefgebied bestaat uit ongerept bos en struikgewas. De nauw verwante roodvoorhoofdkarakiri is een parkiet van een meer open landschap. De vogel broedt in natuurlijke holen in de grond, spleten in rotsen of in bomen.

## Status
De chathamkakariki heeft een beperkt verspreidingsgebied en daardoor is de kans op uitsterven aanwezig. De grootte van de populatie werd in 2022 door BirdLife International geschat op 250 tot 999 volwassen individuen. Het leefgebied werd tot ver in de twintigste eeuw aangetast door ontbossing en begrazing met schapen. Sinds de jaren 1970 worden de eilanden als natuurgebieden beheerd en streeft de beheerder naar ecologisch herstel. De grootste bedreiging vormt nu bastaardering met de roodvoorhoofdkarakiri. Om deze redenen staat deze soort als kwetsbaar op de Rode Lijst van de IUCN.